# Église unitarienne de Budapest
L'église unitarienne de Budapest a été construite entre 1888 et 1890 par Ferenc Székely, d'après les plans de Samu Pecz, sur son propre terrain donné par la capitale pour la paroisse unitarienne de Budapest. Le bâtiment comprend l'église et le bureau du pasteur de la paroisse unitarienne de Budapest. L'église a été consacrée le 26 octobre 1890.
L'orgue d'origine de l'église a été détruit pendant la Seconde Guerre mondiale, remplacé par un nouvel orgue en 1995, qui a ensuite été modernisé en 2012.

## Galerie

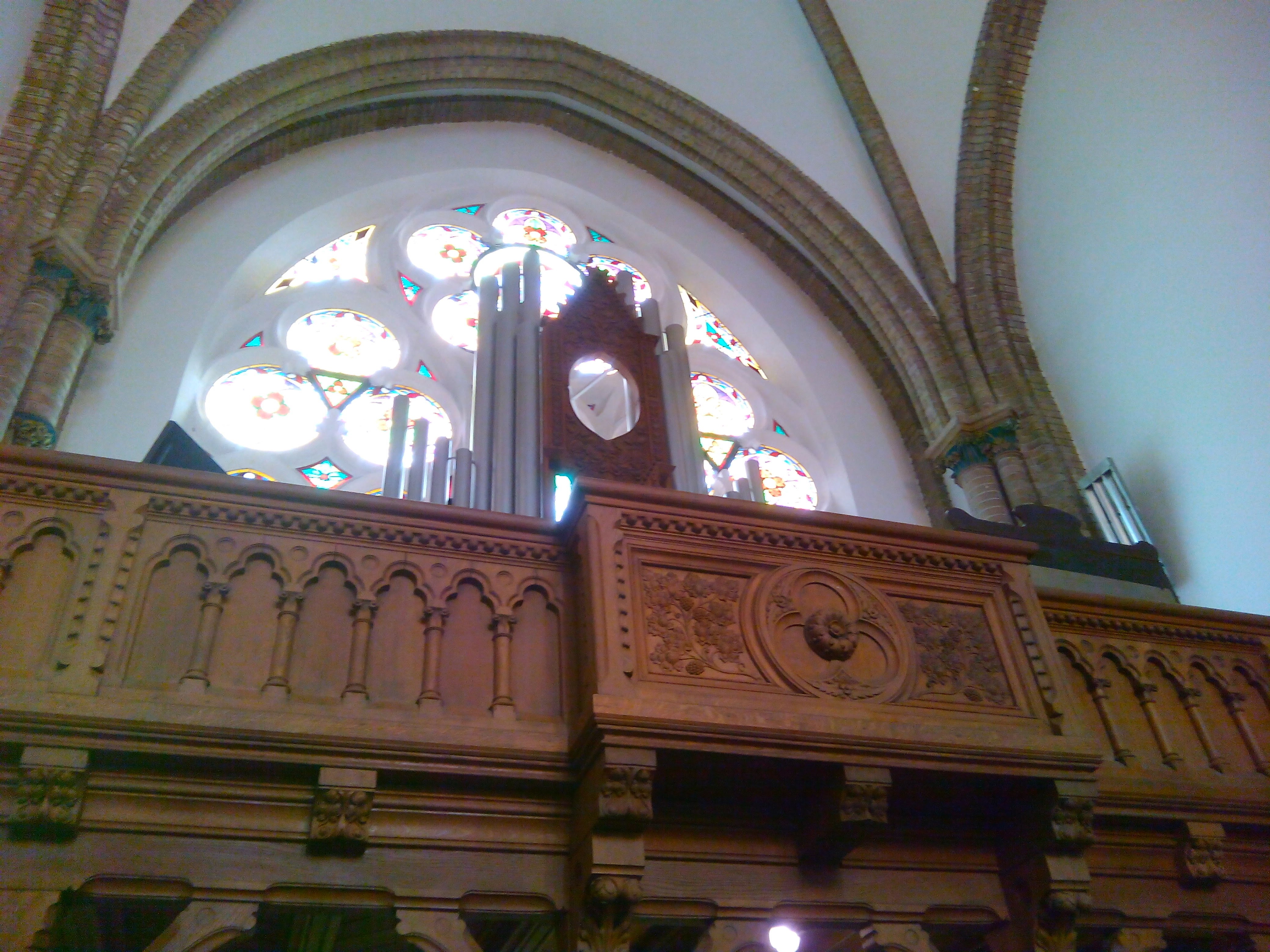
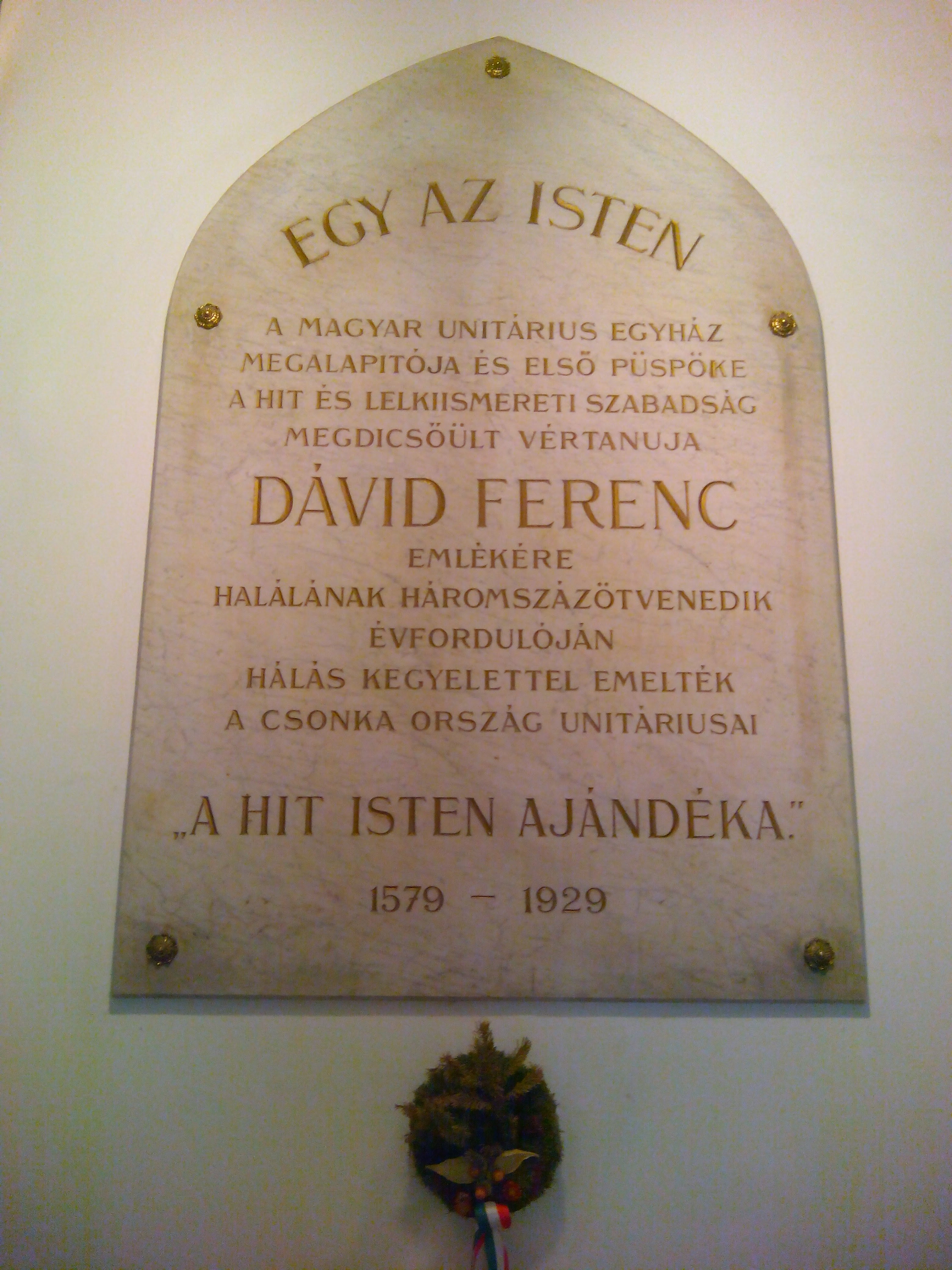
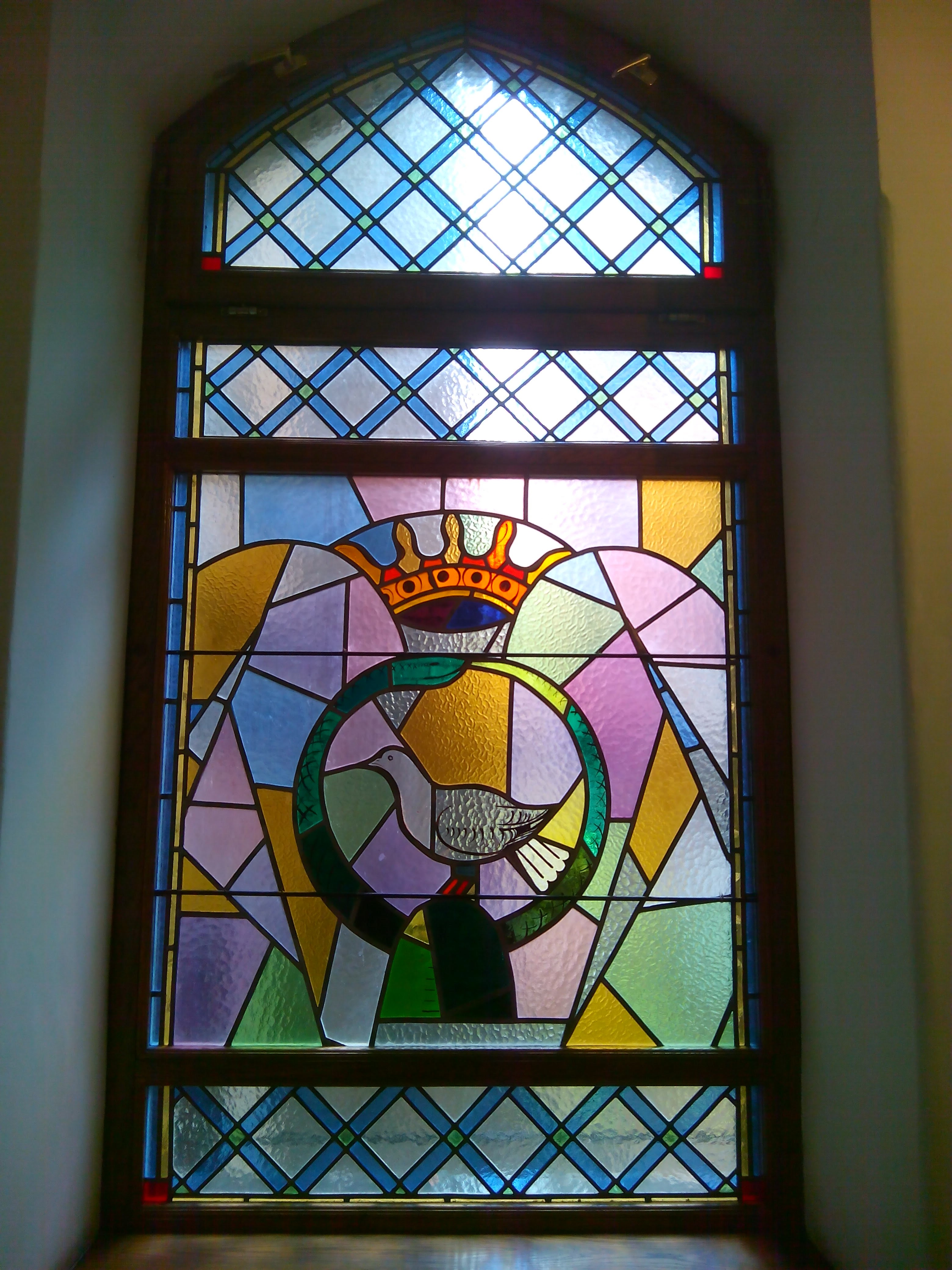
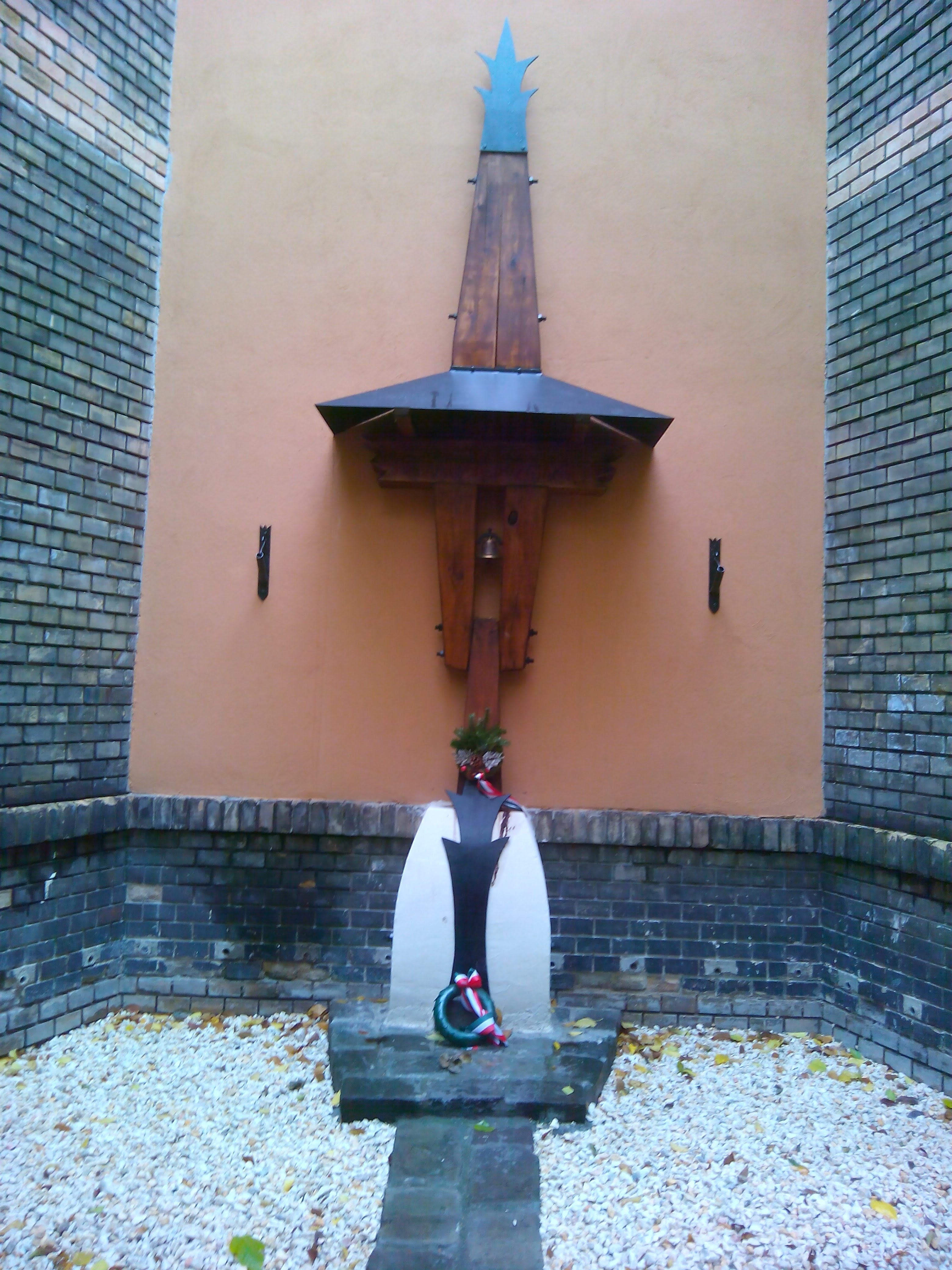
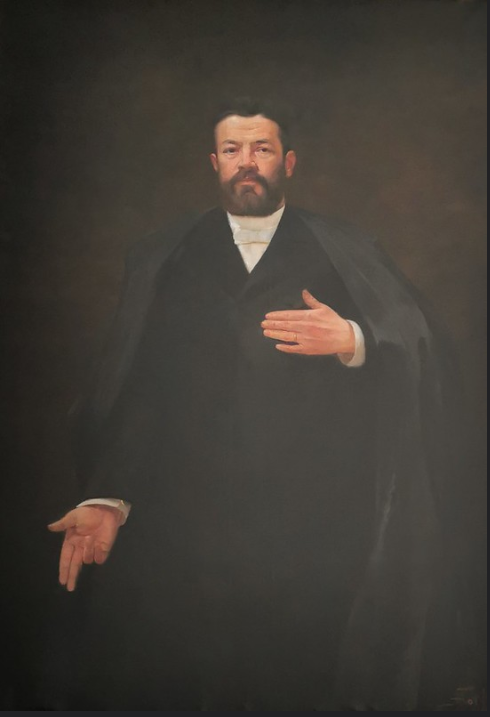

## Source de traduction
- (hu) Cet article est partiellement ou en totalité issu de l’article de Wikipédia en hongrois intitulé « Unitárius templom és székház (Budapest) » (voir la liste des auteurs).